# Åre (Gemeinde)
Koordinaten: 63° 24′ N, 13° 5′ O

Åre ist eine Gemeinde (schwedisch kommun) in der schwedischen Provinz Jämtlands län und der historischen Provinz Jämtland. Der Hauptort der Gemeinde ist Järpen.

## Entstehung der Gemeinde
Die heutige Gemeinde Åre entstand am 1. Januar 1974 aus einem Zusammenschluss der ehemals kleineren und selbständigen Gemeinden Undersåker, Kall, Mörsil, Hallen und Åre. Die frühere, kleinere Gemeinde Åre bestand dabei aus Åre, Duved, Storlien, Ånn sowie der Skalstugan mit ihrem Umland.

## Geographie

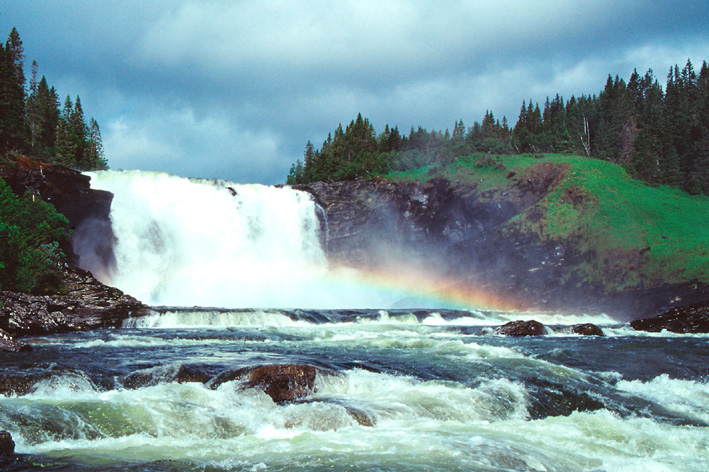
Tännforsen

Die Gemeinde Åre erstreckt sich entlang der Europastraße E 14 von der norwegischen Grenze (Grenzort Storlien) 120 km nach Osten bis zum See Storsjön. Die Gemeindegrenze zu Norwegen beträgt etwa 150 Kilometer (von Norden nach Süden). Åre ist eine Gebirgsgemeinde mit Hochgebirge und Wald- und Moorgebieten in den Tälern der Quellflüsse des Indalsälven, die zahlreiche Gebirgsseen bilden. In diesem Gebiet befinden sich auch mehrere große Wasserfälle, wie der Tännforsen und der Ristafallet, beide am Åreälven gelegen.

## Wappen
Beschreibung: In Silber mit rotem Elchgeweih ein blaues Winkelschildhaupt.

## Wirtschaft
Der wichtigste Wirtschaftszweig der Gemeinde ist der Tourismus, der 25 % der Erwerbstätigen beschäftigt. Fremdenverkehrszentren sind die Skigebiete Åre-Duved und Storlien.

## Größere Orte
- Ånn
- Åre
- Duved
- Hallen (Åre)
- Järpen
- Kall
- Mattmar
- Mörsil
- Storlien
- Undersåker